# Mitch Gaylord
Mitchell Jay Gaylord, conegut popularment com a Mitch Gaylord, (Van Nuys, Estats Units 1961) és un gimnasta artístic nord-americà, ja retirat, guanyador de quatre medalles olímpiques.

## Biografia
Va néixer el 10 de març de 1961 a la ciutat de Van Nuys, població situada a l'estat de Califòrnia.

## Carrera esportiva
Va participar, als 23 anys, en els Jocs Olímpics d'Estiu de 1984 realitzats a Los Angeles (Estats Units), on va aconseguir guanyar la medalla d'or en el concurs complet (per equips), esdevenint el primer gimnasta nord-americà en aconseguir un 10 en la puntuació. Va aconseguir, així mateix, la medalla de plata en la prova de salt sobre cavall, un metall que compartí amb el xinès Li Ning i els japonesos Koji Gushiken i Shinji Morisue; i la medalla de bronze en les proves de barres paral·leles i anelles. En aquesta mateixa competició finalitzà cinquè en el concurs complet (individual), com a resultat més destacat, guanyant així un diploma olímpic.

## Carrera cinematogràfica
En retirar-se de la competició activa passà a dedicar-se al món del cinema, com a actor i com a doble d'actors en escenes d'acció, destacant la seva participació com a doble en la pel·lícula Batman Forever.